# Roberto Cesati
Roberto Cesati (Milano, 5 febbraio 1957) è un dirigente sportivo ed ex calciatore italiano, di ruolo attaccante.

## Carriera

### Giocatore
Cresciuto nel vivaio dell'Inter, si affaccia alla prima squadra nella stagione 1974-1975. Esordisce (realizzando il gol decisivo) il 2 febbraio 1975 nella vittoria interna sul Varese, e nella prima stagione totalizza 4 presenze con un gol. Nella stagione successiva viene inizialmente ceduto in prestito proprio al Varese, con cui gioca le partite di Coppa Italia; mai impiegato in campionato, in ottobre rientra all'Inter, dove totalizza altre 8 presenze, con due reti messe a segno.
Nel 1976 l'Inter lo cede in prestito al Pescara, con cui esordisce in Serie B disputando un campionato come riserva, con 11 presenze e un'unica rete. L'anno successivo l'Inter lo cede in comproprietà al Piacenza, in Serie C, con cui gioca da titolare realizzando 10 reti. A fine stagione, riscattato dai nerazzurri, viene girato in prestito al Taranto, in Serie B, ma anche nella seconda stagione cadetta non trova spazio in campo totalizzando 14 presenze senza reti.
Nel 1979 l'Inter lo cede definitivamente alla Pistoiese, di nuovo in Serie B; in Toscana disputa 27 partite, contribuendo con 4 reti alla prima promozione in Serie A degli arancioni. Non riconfermato, si trasferisce al Parma, in Serie C1, dove disputa due stagioni: nella prima realizza 7 reti, mentre nella seconda mette a segno solamente tre gol, bloccato a lungo da un serio infortunio muscolare.
Nell'ottobre 1982 passa al Barletta, dove rimane per una stagione realizzando un unico gol, e in seguito milita nel Giulianova e nella Centese, dove ritrova la vena realizzativa mettendo a segno 13 reti nel vittorioso campionato di Serie C2 1985-1986. Conclude la carriera nei dilettanti, militando in diverse formazioni del modenese (Castellarano, Virtus Castelfranco, Pavullese e Fiorano).

### Allenatore
Intraprende brevemente la carriera da allenatore nelle file del Sassuolo nel Campionato Nazionale Dilettanti nella stagione 1996-1997 subentrando a Gianni Vaccari.

### Dirigente sportivo
Dopo essere uscito dal mondo del calcio, diventa dipendente nel settore commerciale della Kerakoll. Nel 2019 torna nel mondo del calcio venendo nominato direttore generale del Modena, ruolo che ricopre fino al 2021.

## Palmarès

### Club

#### Competizioni nazionali
- Serie C2: 1

Centese: 1985-1986